# De Peetvader
De Peetvader (originele titel: The Godfather) is een Amerikaanse misdaadroman uit 1969, geschreven door Mario Puzo. Het boek werd oorspronkelijk uitgegeven door G. P. Putnam's Sons. Het verhaal draait om een fictieve Siciliaanse maffiafamilie in New York. Centraal staat Michael Corleone, de zoon van patriarch Don Vito Corleone. Het boek introduceerde tevens Italiaanse misdaadtermen zoals consigliere, caporegime, Cosa Nostra en omerta aan niet-Italiaanse lezers.
Het boek is verfilmd als een trilogie in 1972, 1974 en 1990. Deze films worden gezien als enkele van de beste aller tijden.

## Titel
Over de titel van het boek bestaat veel controverse. De term "peetvader" werd voor het eerst in verband gebracht met de maffia tijdens de getuigenis van Joe Valachi in een rechtszaak over georganiseerde misdaad. Puzo was als journalist bekend met de term en gebruikte hem daarom als titel voor zijn boek.

## Verhaallijn
De roman speelt zich af in de tijdsperiode 1945–1955 en geeft een achtergrondverhaal van Vito Corleone en zijn zonen. Vito is lid van de familie Corleone, een van vijf criminele families die de onderwereld van New York beheersen en continu met elkaar in oorlog zijn. Nadat Vito is neergeschoten door twee mannen die werken voor de drugsdealer Virgil "de Turk" Sollozzo, moeten zijn twee zonen, Santino en Michael, de familiezaak overnemen. Ze doen dit samen met Tom Hagen, Peter Clemenza en Salvatore Tessio.
Het conflict escaleert wanneer Sollozzo en een corrupte politiechef door Michael worden vermoord. De erop volgende gevechten tussen de families resulteren in de dood van Santino, waardoor Michael opeens het hoofd van de familie wordt. Hij heeft deze verantwoordelijkheid echter nooit gewild. Langzaam wordt hij steeds gewelddadiger en vermoordt hij zelfs zijn eigen zwager Carlo Rizzi.
Veel personages in het verhaal hebben in het boek hun eigen subplot, zoals de peetzoon van de don, Johnny Fontane, en zijn vriend Nino Valenti, Sonny's voormalige vriendin Lucy Mancini en Michaels lijfwacht, Al Neri. In de climax van het verhaal laat Michael zijn twee voornaamste vijanden, Emilio Barzini en Philip Tattaglia, vermoorden, waardoor de families Tattaglia en Barzini geheel van het toneel verdwijnen. Vervolgens verkoopt Michael al zijn zaken in New York en begint voor de familie Corleone een nieuw leven in Las Vegas.

## Personages en families
De centrale misdaadfamilie in het boek is de familie Corleone, met als patriarch Vito Corleone (de Don). Zijn achternaam is Italiaans voor 'leeuwenhart', en verwijst naar de stad Corleone op Sicilië. Vito heeft vier kinderen: Santino "Sonny" Corleone, Frederico "Freddie" Corleone, Michael "Mikey" Corleone, en Constanzia "Connie" Corleone. Hij heeft verder een adoptiefzoon genaamd Tom Hagen, en is de peetvader voor de beroemde zanger en filmster Johnny Fontane. Vito is mogelijk ook de peetvader waar de titel van het verhaal aan refereert, maar desondanks is hij niet het centrale personage in het boek. Dat is zijn zoon Michael. De familie Corleone houdt zich bezig met verschillende duistere zaakjes.
De andere misdaadfamilies in New York zijn de Tattaglia's, de Cuneo's, en de Barzini's.

## Vervolgen
In 1984 schreef Puzo de misdaadroman De Siciliaan, die sterk gebaseerd is op De Peetvader en vaak wordt gezien als het literaire vervolg op dit boek. In 2000 verscheen postuum nog een derde boek van Puzo uit de maffiareeks getiteld Omertà.
In 2004 publiceerde Random House een vervolg op De Peetvader getiteld De Terugkeer van de Peetvader, geschreven door Mark Winegardner. Een tweede vervolg, getiteld De Val van de Peetvader, eveneens van Winegardner, verscheen in 2006. Beide verhalen gaan verder waar het originele boek ophield. Winegardner gebruikt alle personages uit het originele boek die aan het eind van het verhaal nog in leven zijn, en voegt enkele van zijn eigen personages toe.

## Verfilmingen
In 1972 werd het boek verfilmd als The Godfather, met Marlon Brando als Don Vito Corleone en Al Pacino als Michael Corleone. De regie was in handen van Francis Ford Coppola. Mario Puzo werkte zelf mee aan het scenario. De film werd een wereldwijd succes, en kreeg daarom twee vervolgen: The Godfather Part II en The Godfather Part III.
De film volgt het verhaal redelijk nauwkeurig, maar laat wel veel van de subplots weg wegens tijdgebrek.